# Haitiansan Road
Haitiansan Road (海天三路, Hǎitiānsān Lù) is een station van de metro van Shanghai. Het station ligt aan Haitiansan Road in de wijk Zhuqiao.
Het metrostation, onderdeel van lijn 2, werd geopend op 8 april 2010 samen met de afwerking van het meest oostelijk deel van het traject, tot in de Shanghai Pudong International Airport, direct ten zuiden van de wijk Zhuqiao en het metrostation Haitiansan Road gelegen. Het bovengrondse station heeft twee sporen en een eilandperron.
East Xujing · Station Shanghai Hongqiao · Hongqiao Airport Terminal 2 · Songhong Road · Beixinjing · Weining Road · Loushanguan Road · Zhongshan Park · Jiangsu Road · Jing'an Temple · West Nanjing Road · People's Square · East Nanjing Road · Lujiazui · Dongchang Road · Century Avenue · Shanghai Science & Technology Museum · Century Park · Longyang Road · Zhangjiang Hi-Tech Park · Jinke Road · Guanglan Road · Tangzhen · Middle Chuangxin Road · East Huaxia Road · Chuansha · Lingkong Road · Yuandong Avenue · Haitiansan Road · Pudong International Airport

Lijnen van de metro van Shanghai: 1 · 2 · 3 · 4 · 5 · 6 · 7 · 8 · 9 · 10 · 11 · 12 · 13 · 14 · 15 · 16 · 17 · 18 · Pujiang Line